# Leik Munhtaw
Cette page contient des caractères spéciaux ou non latins. S’ils s’affichent mal (▯, ?, etc.), consultez la page d’aide Unicode.
Leik Munhtaw (birman လိပ်မွတ်ထော, leiʔ mʊ̀ɴ tʰɔ́ ; môn မမောဟ်ထာဝ် ; mort en novembre 1453) fut le quatorzième souverain du royaume d'Hanthawaddy, en Basse-Birmanie. Il ne régna que sept mois en 1453, après avoir assassiné son cousin germain le roi Binnya Kyan. Binnya Kyan lui-même était monté sur le trône en assassinant son cousin le roi Binnya Waru en 1450, et il avait continué en tuant tous les descendants mâles de leur grand-père commun, le roi Razadarit. Leik Munhtaw, fils du roi Binnya Ran I († 1446) et petit-fils de Razadarit, réussit à le tuer le premier. Il fit lui aussi tuer ses rivaux potentiels, jusqu'à ce qu'il soit assassiné à son tour par les ministres du palais vers la fin de l'année.
Comme il ne restait plus un seul descendant mâle de Razadarit, les ministres couronnèrent sa fille Shin Sawbu, alors âgée de 59 ans.